# Ганнибал, Абрам Петрович
Абра́м (Ибраги́м) Петро́вич Ганниба́л (около 1696, Абиссиния или Камерун — 14 [25] мая 1781, Суйда, Санкт-Петербургская губерния, Российская империя) — русский военный инженер, генерал-аншеф. Приёмный и крёстный сын Петра I, прадед Александра Пушкина.
Являлся сыном чернокожего африканского князя — вассала турецкого султана. В 1703 году был захвачен в плен и отправлен в султанский дворец в Константинополе. В 1704 год стамбульский торговец хорватско-сербского происхождения Савва Рагузинский привёз Ганнибала в Москву, а через год Ганнибал был крещён. Поскольку крёстным отцом был Пётр I, в православии Ганнибал получил отчество Петрович. С 1756 года — главный военный инженер русской армии, в 1759 году получил чин генерал-аншефа. В 1762 году вышел в отставку. Во втором браке у Ганнибала родился сын Осип Ганнибал — дед А. С. Пушкина по материнской линии. Своему прадеду Пушкин посвятил роман «Арап Петра Великого».

## Происхождение
Происхождение Абрама Ганнибала до конца не выяснено, документальных данных о месте его рождения не имеется. Существуют две основные версии: абиссинская (эфиопская), признаваемая большинством исследователей XX века, и камерунская, развиваемая с конца XX века.
Сам Абрам Ганнибал в автобиографии, представленной в феврале 1742 года в Сенат при прошении о даровании дворянского диплома и герба, указывал только, что происходил из знатного рода из африканского города Лагона, где его отец был владетельным князем, но не упоминал точного местоположения родовых владений.
«Родом я из Африки, тамошняго знатнаго дворянства. Родился во владении отца моего, в городе Лагоне, который и кроме того имел под собою ещё два города»
Впервые упоминание об абиссинском (эфиопском) происхождении Ганнибала появляется в его биографии, составленной зятем Ганнибала Алексеем Карловичем фон Роткирхом в 1786 году, уже после смерти Абрама Петровича (т. н. «немецкая биография»). Правнук Ганнибала А. С. Пушкин, хотя и знакомый с «немецкой биографией» (Пушкин частично перевёл её на русский язык), считал своего прадеда негритянского происхождения, после чего этой версии придерживались биографы XIX века (Языков, Лонгинов, Хмыров, Бартенев, Анненков).
В конце XIX века Д. Н. Анучин в своей работе, опубликованной в «Русских ведомостях», рассмотрел «немецкую биографию» и развил абиссинскую версию происхождения Ганнибала. Основываясь на топонимике конца XIX века, он сделал выводы, что родиной Абрама Ганнибала был округ Логон-Чуан с селением Добарве на границе Эритреи и Эфиопии.
«Отец Ибрагима Ганнибала был владетельным князем в северной Абиссинии и имел резиденцию на абиссинском плоскогорье, на берегах Мареба, на границе между Хамасеном и Сарае, в Логоне. Есть основание даже думать, что это был именно князь Приморской области, бахарнагаш, имевший, как мы знаем, своею столицею в конце XVII века Добарву (или Дебароа), которая могла называться так же, по имени всего округа, и Логон»
В дальнейшем, на протяжении XX века, выводы Анучина признавались у большинства исследователей-пушкинистов наиболее авторитетными в вопросе определения родины Абрама Ганнибала, однако находились и критики его теории. В 1937 году вышла книга М. О. Вегнера, где автор называет работу Анучина неприемлемой и антинаучной. В 1962 году В. В. Набоков опубликовал статью, в которой раскритиковал «немецкую биографию» и выводы Анучина, назвав его работу «стоящей ниже всякой критики», и выдвинул свои предположения о местоположении Лагона, но и он предлагал искать Лагон в северной Абиссинии.
В 1995 году африканист и славист Дьёдонне Гнамманку выступил против абиссинской версии, назвав её основанной на расистских взглядах Анучина на негроидную расу и топонимических фальсификациях, допущенных в его работе. Приводя в пример итоги экспедиции Н. П. Хохлова, побывавшего в 1971 году в местностях Эфиопии, указанных у Анучина, и не нашедшего там топонимических и этимологических соответствий с выводами Анучина, Гнамманку говорит о неверной трактовке упомянутого в «немецкой биографии» термина «Абиссиния», имевшего в XVII—XVIII веках гораздо более широкое понятие, чем в конце XIX века (территория Эфиопской империи) и выдвигает свою версию происхождения Ганнибала.
Исходя из того, что турками и европейцами в XVII веке Хабесистаном (Абиссинией, Эфиопией) называлась обширная территория Центральной Африки от Египта на севере до Мозамбика на юге и от Красного моря на востоке до царства Конго на западе, и отталкиваясь только от данных, указанных в автобиографии Ганнибала 1742 года, как единственно достоверных, Гнамманку на основе своих исторических и топонимических изысканий предлагает считать родиной Ганнибала княжество Логон в Центральном Судане (на границе современных Камеруна и Чада), со столицей Логон-Бирни на реке Логоне, к югу от озера Чад. Таким образом, по теории Гнамманку Абрам Ганнибал происходил из рода правителей народа котоко, а его отцом мог быть миарре (князь) Бруха, правивший там в конце XVII века.
Для поиска подтверждений камерунской версии Гнамманку в 1999 году была совершена экспедиция И. В. Данилова и В. П. Воробьёва (в то время посла России в Чаде) по территории бывшего княжества (султаната) Логон. Каких-либо точных свидетельств обнаружить не удалось, но в ходе экспедиции было выяснено, что загадочное слово «FUMMO» («FVMMO»), имевшееся на личной печати Абрама Ганнибала, на языке народа котоко означает «Родина» (по другой версии — «Сражаться!»), что может служить косвенным доказательством камерунской гипотезы происхождения Ганнибала. Также эту гипотезу поддержал французский лингвист Анри Турнье, старший научный сотрудник Национального центра научных исследований Франции.

## Биография
Ибрагим (Абрам носил это имя до крещения) родился около 1696 года. В 1703 году, когда ему было 7 лет, Ибрагим и его брат были похищены и привезены в Константинополь, откуда в 1705 году Савва Рагузинский привёз братьев в подарок Петру I, любившему всякие редкости и курьёзы, державшему и прежде «арапов». Согласно альтернативной версии (Благой, Тумиянц и др.), Абрам Петрович родился около 1688 года и был куплен Петром Великим примерно в 1698 году в Европе (Голландии) и доставлен в Россию.
В виленской церкви Параскевы Пятницы мальчики приняли православие (по всей вероятности, во второй половине июля 1705 года); восприемниками были царь Пётр (давший ему и отчество, и фамилию «Петров») и королева польская Кристиана Эбергардина, жена короля Августа II. Ибрагим получил русифицированное имя Абрам, его брат — имя Алексей. Об этом напоминает одна из мемориальных досок на нынешнем здании церкви. В то же время не все исследователи разделяют официальную версию крещения Ганнибала, полагая, что мальчик был крещён Петром примерно в 1698 году.

Абрам Петрович неотлучно находился подле царя, спал в его комнате, сопровождал во всех походах. В документах он трижды упоминается наряду с шутом Лакостой, но с 1714 года Пётр I доверяет ему различные поручения, в том числе секретные, он становится ординарцем и секретарём царя. В 1716 году поехал с государем за границу. В это время Абрам получал жалованья 100 рублей в год. Во Франции Абрам Петрович остался учиться; пробыв 1,5 года в инженерной школе, поступил во французское войско, участвовал в Войне четверного альянса, был ранен в голову и дослужился до чина капитана. Вернувшись в Россию в 1723 году, определён в Преображенский полк инженер-поручиком бомбардирской роты, капитаном которой был сам царь. 
После смерти Петра Ганнибал (такую фамилию он предпочёл носить с конца 1720-х годов, в честь знаменитого античного карфагенского полководца Ганнибала) пристал к партии недовольных возвышением Александра Меншикова, за что был отправлен в Сибирь (1727). По дороге в ссылку, в Казани, он сочинил прошение всемогущему временщику:
Не погуби меня до конца… и кого давить такому превысокому лицу — такого гада и самую последнюю креатуру на земли, которого червя и трава может сего света лишить: нищ, сир, беззаступен, иностранец, наг, бос, алчен, жажден; помилуй, заступник и отец и защититель сиротам и вдовицам.
В январе 1728 года Ганнибал прибыл в Селенгинск для помощи тамошнему коменданту И. Д. Бухгольцу в переносе крепости на новое место. Но, считая это задание ссылкой, уклонялся от участия в проекте.
В 1729 году велено было отобрать у Ганнибала бумаги и содержать под арестом в Томске, выдавая ему ежемесячно по 10 руб. В январе 1730 года состоялось назначение Ганнибала майором в тобольский гарнизон, а в сентябре — перевод капитаном в Инженерный корпус, где Ганнибал числился до увольнения в отставку в 1733 году. В это время он был командирован в Пернов учить кондукторов математике и черчению. В 1731—1733 годах — комендант Перновского укрепрайона. В 1733 году он вышел в отставку.
В 1733 году Абрам Петрович купил у своего друга адмирала Н. Ф. Головина мызу Карьякюла. Мыза была небольшой (20 гектаров пахотной земли), но содержалась в полном порядке. В Карьякюла был заново отстроен барский дом и восстановлены хозяйственные постройки. После смерти Александра Сергеевича Пушкина в архиве поэта была найдена биография его прадеда Абрама Петровича Ганнибала. Пушкин писал: «…Он (Ганнибал) взял свои унаследованные 2000 дукатов и то, что отложил из содержания за время своей службы, и купил расположенное неподалёку от Ревеля имение Карьякюла… и жил сельским хозяином, как нетребовательный мудрец, с растущим семейством, которого без этого шага он не смог бы обеспечить столь хорошо и довольно, как это ему повелела судьба».
Поступив в 1740 году снова на службу, Ганнибал пошёл в гору с воцарением Елизаветы. В 1742 году он был назначен ревельским комендантом и награждён мызой Рагола и другими имениями; числился действительным камергером. В том же году Елизавета пожаловала ему дворцовые земли в Воронецком уезде Псковской провинции, где Ганнибалом была основана усадьба, позднее названная Петровское.
В 1745 году Ганнибал был назначен заведовать делами по разграничению земель со Швецией. Переведённый в 1752 году снова в Инженерный корпус, он становится управляющим инженерной частью всей армии, руководит возведением укреплений Тоболо-Ишимской линии, а также Кронштадтскими, Рижскими, в Петербурге и другими. В 1755 году управляет строительством и содержанием Кронштадтского канала, тогда же основав госпиталь для рабочих на канале, немного позже открывает в Кронштадте школу для детей рабочих и мастеров. Награждён орденами Святой Анны (1748) и Святого Александра Невского (30.08.1760). Дослужившись до чина генерал-аншефа, Ганнибал был отправлен в отставку императором Петром III в 1762 году и умер 14 (25) мая 1781 года. Был похоронен на Старом суйдинском кладбище; могила была утрачена.
Ганнибал написал мемуары на французском языке, но уничтожил их. Его отношение к крепостным было необычным для того времени. В 1743 году, сдавая часть деревни Рагола в аренду Иоахиму фон Тирену, он включает в договор пункты, запрещающие телесные наказания крепостных и увеличение установленных норм барщины; когда фон Тирен нарушает эти пункты, Ганнибал расторгает договор по суду.

## Разведение картофеля
Известен вклад Ганнибала в развитие картофелеводства в России. Первая грядка с картофелем появилась в России ещё при Петре Великом. Первый русский император выращивал картофель в Стрельне, надеясь использовать как лекарственное растение. В 1760-х годах Екатерина II решила, что «земляное яблоко» можно попробовать использовать в голодные годы, и поручила Абраму Ганнибалу, который был знаком с этой культурой, заняться у себя в усадьбе разведением картофеля. Таким образом, усадьба Ганнибалов «Суйда» стала первым местом в России, где появились сначала небольшие, а потом и обширные картофельные поля, которые вскоре переместились и на территории соседних поместий. Крестьяне сначала очень насторожённо отнеслись к «земляному яблоку», но в некоторые годы картофель спасал от голода, и недоверие к нему постепенно пропало.

## Семья
Родной брат Абрама, Алексей Петрович (названный так, по-видимому, в честь царевича Алексея), карьеры не сделал, служил гобоистом в Преображенском полку, был женат на крепостной ссыльных князей Голицыных и последний раз упоминается в конце 1710-х годов; в семье Ганнибалов память о нём не сохранилась, и о его существовании стало известно лишь в XX веке из архивов петровского времени.
Абрам Ганнибал был женат дважды.
В начале 1731 года Абрам Ганнибал женился в Петербурге на Евдокии Андреевне Диопер, дочери офицера галерного флота. Брак был заключён против воли Евдокии. Вышедшая замуж против воли, Евдокия Андреевна, по одной из версий, изменила мужу, что вызвало преследования и истязания со стороны обманутого. По другой версии, Ганнибал, увидев ребёнка — светлокожую и белокурую девочку, обвинил жену в измене, после чего она попыталась отравить его с помощью кондуктора Шишкова. Дело дошло до суда; Шишкова скоро признали виновным, её же арестовали и держали в заключении 11 лет в ужасных условиях. Из материалов бракоразводного дела следует, что Ганнибал «бил несчастную смертельными побоями необычно» и много лет держал её «под караулом» на грани смерти от голода.
Между тем Ганнибал познакомился в Пернове с Христиной-Региной фон Шёберг (Christina Regina von Sjöberg), принадлежавшей к остзейскому дворянству, — дочерью Маттиаса Йохана фон Шёберга и его жены Кристины-Елизаветы фон Альбедиль, прижил с ней детей и женился на ней в 1736 году при живой жене, предъявив как доказательство развода постановление суда о наказании Евдокии за прелюбодеяние. В 1743 году Евдокия, отпущенная на поруки, вновь забеременела, после чего подала прошение в консисторию, в котором признавала и прошлую измену и сама просила развести её с мужем. Однако тяжба с Евдокией окончилась лишь в 1753 году.
Брак Ганнибала и Евдокии был расторгнут 9 сентября 1753 года после 23 лет судебных разбирательств. По решению суда Евдокия в 1754 была сослана в Староладожский женский монастырь, а на Ганнибала наложили епитимью и денежный штраф, признав, однако, второй брак законным и сочтя виновным военный суд, который вынес решение по делу о прелюбодеянии без рассмотрения его Синодом.
У Ганнибала в первом браке детей не было.
Во втором браке у Ганнибала родилось одиннадцать детей, но до взрослых лет дожили четыре сына (Иван, Пётр, Осип, Исаак) и три дочери (Елизавета, Анна, Софья); из них Иван участвовал в морской экспедиции, взял Наварин, отличился под Чесмой, по указу Екатерины II проводил строительства города Херсон (1779), дослужился до чина генерал-аншефа и умер в 1801 году.
Надежда, дочь другого сына Ганнибала, Осипа, была матерью Александра Пушкина, упоминающего о своём происхождении от Ганнибала в стихотворениях: «К Юрьеву», «К Языкову» и «Моя родословная».
Характер А. П. Ганнибала и его отношения внутри семьи хорошо передаёт его письмо сыну П. А. Ганнибалу 10 ноября 1780 года, представленное в экспозиции музея-усадьбы Петровское. Письмо написано за полгода до смерти А. П. Ганнибала, но несмотря на преклонный возраст (84 года), чувствуется, что он ― глава семьи, рачительный и строгий хозяин.

## В кино и литературе
- О жизни Ганнибала (с рядом литературных допущений) рассказывается в неоконченном историческом романе (1827) А. С. Пушкина — «Арап Петра Великого»
- По мотивам этого произведения снят фильм «Сказ про то, как царь Пётр арапа женил», сюжет которого имеет мало отношения к исторической действительности. Ганнибала в фильме сыграл Владимир Высоцкий.
- В стихотворении «Моя родословная» А. С. Пушкин упомянул своего прадеда Ганнибала.
- Давид Самойлов написал поэму «Сон о Ганнибале», повествующую о жизни Ганнибала в Пернове в 1730-х годах.
- Михаил Казовский «Наследник Ломоносова», историческая повесть, 2011.
- Баллада о Беринге и его друзьях — А. П. Ганнибала сыграл Эрменгельд Коновалов.
- Повесть «Царский куриоз» М. Е. Зуева-Ордынца.

- Память о Ганнибале в Прибалтике
- Памятная табличка на Комендантском доме в Таллине
- Мемориальная таблица на виленской Пятницкой церкви
- Освящение памятника Ганнибалу и Пушкину (автор В. Наливайка) в Вильнюсе